# Wiesław Puchalski
Wiesław Puchalski (* 16. Februar 1957) ist ein ehemaliger polnischer Leichtathlet, der sich auf den Sprint spezialisier hat. Seinen größten Erfolg feierte er mit dem Gewinn der Silbermedaille in der 4-mal-320-Meter-Staffel bei den Halleneuropameisterschaften 1975 in Katowice.

## Sportliche Laufbahn
Erste internationale Erfahrungen sammelte Wiesław Puchalski im Jahr 1975, als er bei den Halleneuropameisterschaften in Katowice mit der polnischen 4-mal-320-Meter-Staffel in 2:31,4 min gemeinsam mit Roman Siedlecki, Jerzy Włodarczyk und Wojciech Romanowski die Silbermedaille hinter dem Team aus der Bundesrepublik Deutschland gewann. Im Sommer gewann er mit der 4-mal-400-Meter-Staffel bei den Junioreneuropameisterschaften in Athen in 3:09,7 min die Bronzemedaille. Anschließend trat er nicht mehr international in Erscheinung.